# Bagbahara
Bagbahara là một thị xã và là một nagar panchayat của quận Mahasamund thuộc bang Chhattisgarh, Ấn Độ.

## Nhân khẩu
Theo điều tra dân số năm 2001 của Ấn Độ, Bagbahara có dân số 16.746 người. Phái nam chiếm 50% tổng số dân và phái nữ chiếm 50%. Bagbahara có tỷ lệ 59% biết đọc biết viết, thấp hơn tỷ lệ trung bình toàn quốc là 59,5%: tỷ lệ cho phái nam là 69%, và tỷ lệ cho phái nữ là 49%. Tại Bagbahara, 15% dân số nhỏ hơn 6 tuổi.